# Mestriago
Mestriago (IPA: /meˈstriaɡo/, Mestriàc in solandro) è una frazione del comune di Commezzadura in provincia autonoma di Trento. Vi hanno sede gli uffici del municipio e comprende nel suo territorio la località di Daolasa.

## Storia
Mestriago è stato comune autonomo fino al 1928, anno in cui venne aggregato a Commezzadura.

## Monumenti e luoghi d'interesse
- Chiesa di Sant'Agata, menzionata in un documento del 1244, viene eretta a parrocchia nel 1919.[4]
- Chiesa di San Giovanni Battista